# Bernd Hölzenbein
Bernd Hölzenbein   (Runkel, 9 de març de 1946 - Frankfurt del Main, 15 d'abril de 2024) va ser un jugador de futbol alemany que va guanyar la Copa del Món el 1974. És conegut per rebre una falta a la final contra la selecció dels Països Baixos que va portar l'empat dels alemanys.